# Der träumende Mund (film, 1932)
Pour plus de détails, voir Fiche technique et Distribution.
Der träumende Mund (titre français : Mélo) est un film allemand réalisé par Paul Czinner sorti en 1932.
Il s'agit d'une adaptation de la pièce de Henri Bernstein et de la version allemande de l'adaptation française du même réalisateur sortie la même année. La pièce fera aussi l'objet d'une autre adaptation allemande réalisée par Josef von Báky, sortie en 1953 sous le même titre allemand et en France, Le Rêve brisé.

## Synopsis
Peter, musicien d'orchestre, s'inquiète assez pour sa jeune femme, Gaby. Quand elle rencontre l'ami de Pierre, Michael, elle tombe amoureuse du virtuose du violon, mais à partir de là elle vit avec conscience. D'une part, elle ne croit pas à la continuité du mariage avec Peter, d'autre part, elle ne veut pas sortir d'une vie conjugale sûre. Quand Peter tombe gravement malade, elle se tourne vers son mari. Mais l'amour pour Michael est plus fort. Désespérée et sans foi dans une façon de sortir de son sentiment gênant, elle met fin à ses jours.

## Fiche technique
- Titre : Der träumende Mund
- Réalisation : Paul Czinner
- Scénario : Paul Czinner
- Musique : Ludwig van Beethoven, Richard Wagner
- Direction artistique : Karl Weber, Erich Zander (de)
- Photographie : Jules Kruger, René Ribault
- Son : Louis Bogé
- Montage : Erich Schmidt
- Production : Marcel Hellmann (de)
- Sociétés de production : Matador-Film
- Société de distribution : Bayerische Filmgesellschaft
- Pays de production :  République de Weimar
- Langue : allemand
- Format : Noir et blanc - 1,37:1 - Mono - 35 mm
- Genre : Drame
- Durée : 95 minutes
- Dates de sortie :
  - République de Weimar : 13 septembre 1932.
  - France : 4 août 1933[1].

## Distribution
- Anton Edthofer : Peter
- Elisabeth Bergner : Gaby, sa femme
- Rudolf Forster : Michael Marsden
- Margarete Hruby : Christine
- Jaro Fürth (de) : Le médecin
- Peter Kröger : L'enfant
- Karl Hannemann (de) : L'imprésario
- Ernst Stahl-Nachbaur : Le policier

## Source de la traduction
- (de) Cet article est partiellement ou en totalité issu de l’article de Wikipédia en allemand intitulé « Der träumende Mund (1932) » (voir la liste des auteurs).